# Chromonephthea inermis
Chromonephthea inermis is een zachte koraalsoort uit de familie Nephtheidae. De koraalsoort komt uit het geslacht Chromonephthea. Chromonephthea inermis werd in 1894 voor het eerst wetenschappelijk beschreven door Holm. 